# Rogers (Minnesota)
Rogers – miasto w Stanach Zjednoczonych, w stanie Minnesota, w hrabstwie Hennepin.